# 하경민 (배우)
하경민(1981년 3월 17일 ~ )은 대한민국의 배우이다.

## 학력
- 동국대학교 연극영상학 학사

## 출연

### 영화
- 2016년 《탐정 홍길동: 사라진 마을》 - 경찰 6 역
- 2015년 《오늘의 연애》 - 한성구 역
- 2013년 《공범》 - 손광민 역
- 2012년 《내가 먼저 농담을 시작했다》 - 강호 역
- 2012년 《메모리스》
- 2011년 《특수본》 - 화장터 인부 역

### 드라마
- 《지옥에서 온 판사》 (2024년, SBS) - 문동주 역
- 《불야성》 (2017년, MBC)
- 《천년째 연애중》 (2016년, 웹드라마) - 장영실 역
- 《원티드》 (2016년, SBS)
- 《딴따라》 (2016년, SBS)
- 《킬미힐미》 (2015년, MBC)